# Chacko Thottumarickal
Chacko Thottumarickal SVD (Kerala, Índia, 7 de janeiro de 1949) é um bispo católico romano de Indore.
Originário do estado de Kerala, Thottumarickal ingressou na ordem religiosa dos Missionários de Steyler em 1967 e foi ordenado sacerdote em 11 de maio de 1979. Thottumarickal trabalhou por muitos anos na área ao redor de Jhabua, na diocese de Indore. De 1987 a 1989, ele estudou pesquisa em comunicação de massa e tecnologia de impressão na Inglaterra. Em seguida, ele assumiu a administração da gráfica dos Missionários Steyler em Indore. Então Thottumarickal tornou-se o chefe da província indiana central dos Missionários Steyler.
Após o término de seu mandato, foi nomeado primeiro bispo da nova diocese de Jhabua em 2002. A diocese surgiu de áreas separadas das dioceses de Indore e Udaipur. Thottumarickal foi o primeiro bispo a organizar a nova diocese e sua administração. Em 24 de outubro de 2008, foi nomeado bispo de Indore. Ele é o sucessor do Bispo George M. Anathil, que também foi um missionário Steyler. 